# Salzburg Museum
Salzburg Museum är ett kulturhistoriskt museum i Salzburg i Österrike.
Salzburg Museum ligger sedan 2005 i Neuen Residenz. Det grundades 1834 som Städtisches Arsenal in Salzburg av Vinzenz Maria Süss, då en liten samling krigshistoriska artefakter visades för allmänheten för att påminna om Napoleonkrigen. När Frans Josef I:s änka flyttade till Salzburg blev hon ansvarig för museet. Efter 1848 år revolution blev museet Salzburgs kommunala museum.
Till museet hör också Panorama Museum Salzburg, Festungsmuseum Salzburg, Volkskundemuseum Salzburg, Domgrabungsmuseum Salzburg, Salzburger Spielzeugmuseum och Keltenmuseum Hallein. 
År 1923 lämnades den naturhistoriska delen av samlingarna över till Haus de Natur. Under andra världskriget fick museet tre direkta bombträffar, men merparten av samlingarna hade redan tagis till förvar i gruvor. Byggnaden totalförstördes tillsammans med svårflyttbara artefakter. År 1967 återöppandes museet i tillfälliga lokaler. Under tiden till ett nybyggt museum hade färdigställts, öppnades också museerna Domgrabungsmuseum 1974, Spielzeugmuseum 1978 och det nya Festungsmuseum 2000. 
Museum återöppnades i Neue Residenz 2005. År 2009 fick museet European Museum of the Year Award.

## Artefakter i samlingarna i urval
- Möbler från Anifpalatset
- Den tidigast kända basklarinetten
- Originalmanuskriptet till Missa Salisburgensis à 53 voci